# Аргумент из поделе
Аргумент из поделе је неформална логичка грешка која настаје када се на основу података о целини извлачи закључак да исто важи за поједине или чак све делове те целине, а притом се не оправдава такав закључак. Постоје два облика ове грешке:
- Први облик ове грешке је када се на основу целокупних особина групе закључује о појединачним члановима. Проблем код ове грешке је то што иако цела група има неке особине, то не мора значити да сви у тој групи деле те особине.
- Други облик настаје када се према подацима о објекту закључује које су одлике делова тог објекта. Објекат може имати неке особине, али то не значи да сви делови имају те одлике.

Аргумент из поделе не мора бити логичка грешка. Уколико се зна да је објекат сав од дрвета са сигурношћу можемо закључити да су сви делови тог објекта дрвени.
Један од примера ове логичке грешке можемо наћи у хомеопатији која се базира на учењу Анаксагоре. Он је тврдио да атоми који чине неку супстанцу имају исте особине као та супстанца: атоми воде су мокри, атоми камена су тврди. Ово данас, наравно, знамо да није тачно, али је хомеопатија и даље активна.
Супротно овој логичкој грешци је аргумент из састава у ком се тврди да нешто што важи за један део целине важи и за саму целину.

## Примери
- Његова кућа је мања од свих у комшилуку, што значи да су његова врата 1 метар.

Само зато што је кућа мања, не значи да су сви предмети у тој кући, попут врата, пропорционално мањи.
- Боинг 747 може да лети од Франкфурта до Токија и он има млазне моторе. Дакле, млазни мотори могу да лете од Франкфурта до Токија.

Сами делови авиона не могу летети иако авион може.